# Ernst Wehtje j:r

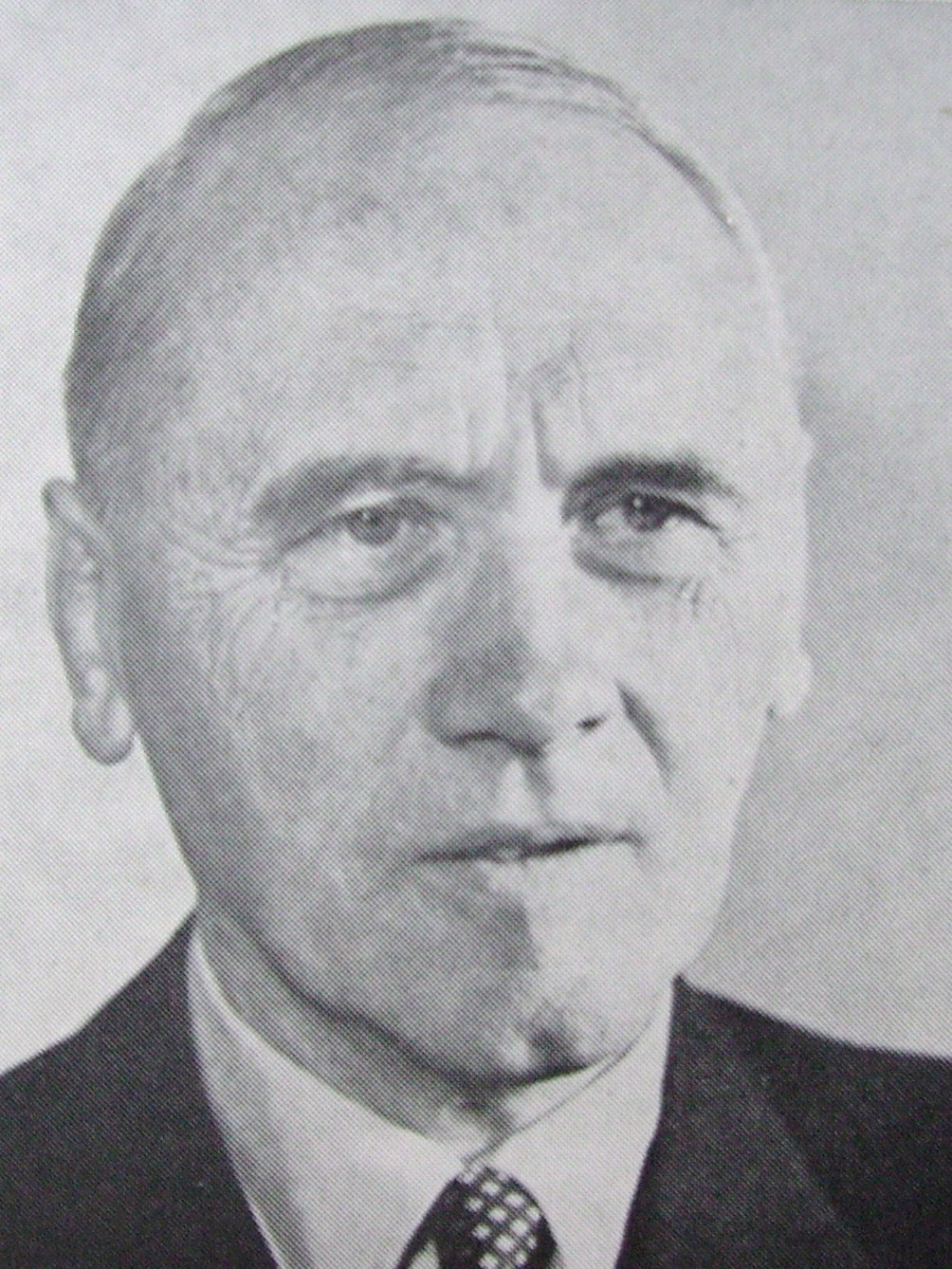
Ernst Wehtje j:r

Ernst Jonas Wehtje, Ernst Wehtje j:r, född 17 juli 1891 i Malmö Sankt Petri församling, Malmö, död 4 augusti 1972 på Ivö, folkbokförd i Eslövs församling, Malmöhus län, var en svensk industriman och politiker (höger). Han var son till Ernst Wehtje samt far till Ingvar, Arne och Hans-Christian Wehtje.

## Biografi
Efter studentexamen i Malmö skrevs han in vid Lunds universitet 1908, där han blev jur.kand. 1913. Därefter bedrev han studier vid Handelshögskolan i Stockholm. Efter studierna blev han disponentsassistent vid Hällefors bruk 1915 och tre år senare VD i Iföverken. Han var 1929–1956 verkställande direktör i Skånska Cement AB. Han var ledamot av första kammaren i Sveriges riksdag 1945–1955, invald i Malmöhus läns valkrets. Han var vice ordförande i Malmö stads fastighetsnämnd 1940–1944.
Åren 1943–1947 var han styrelseordförande för Industriens Utredningsinstitut och 1961–1966 ordförande i Skandinaviska Banken.
Wehtje blev hedersdoktor vid Kungliga Tekniska högskolan 1949 och vid Lunds universitet 1967. Wehtje är begravd på Eslövs kyrkogård.

## Utmärkelser, ledamotskap och priser
- Kommendör med stora korset av Nordstjärneorden, 23 november 1956.[6]
- Storofficer i Ordningen Oranje-Nassau, 19 maj 1956[7]
- Ledamot av Ingenjörsvetenskapsakademien (LIVA, 1943)
- Ledamot av Vetenskapssocieteten i Lund (LVSL)[8]